# Sant Geli dau Fesc
Sant Geli dau Fesc (en francès Saint-Gély-du-Fesc) és un municipi occità del Llenguadoc, del departament de l'Erau, a la regió d'Occitània.
Hi morí el cantant Georges Brassens el 1981.